# Marian Kazda
Marian Kazda (* 22. März 1957 in Dačice) ist ein tschechisch-österreichischer Forstwissenschaftler. Er ist Professor für Systematische Botanik und Ökologie an der Universität Ulm und Leiter des Botanischen Gartens Ulm.

## Leben
Marian Kazda wuchs in Brünn in der Tschechoslowakei auf. Von 1980 bis 1983 studierte er Forstwirtschaft an der Universität für Bodenkultur Wien und schrieb seine Diplomarbeit über die Schwermetallanreicherung im Boden der Buchenbestände. 1985 folgte die Promotion zu Schwermetalldepositionsvorgängen im Wienerwald, und 1989 wurde er im Fach Forstliche Standortslehre habilitiert. Seit 1995 hat er die Professur für Systematische Botanik und Ökologie an der Universität Ulm inne.

## Arbeit
Kazda forscht an der Verwendung von Bioabfällen als Substrat zur Produktion von brennbarem Biogas. In der institutseigenen Biogasanlage untersucht Kazdas Arbeitsgruppe die Gasbildung, den pH-Wert, die Pufferkapazität und den Abbau der unterschiedlichen organischen Substanzen im Bioreaktor.

## Ehrungen
- 1984 Rupert-Hatschek-Preis für die Diplomarbeit über Schwermetallanreicherung im Boden der Buchenbestände
- 1987 Sonderpreis der Dr. Karl Schleinzer-Stiftung für Forschungsarbeiten zum Nährstoffhaushalt von Waldökosystemen
- 2002 Lehrbonus der Universität Ulm für hervorragende Leistungen in der Lehre

## Publikationen (Auswahl)
- Susanne G. Langer, Sharif Ahmed, Daniel Einfalt, Frank R. Bengelsdorf, Marian Kazda: Functionally redundant but dissimilar microbial communities within biogas reactors treating maize silage in co-fermentation with sugar beet silage. In: Microbial Biotechnology. Band 8, Nr. 5, 1. September 2015, S. 828–836, doi:10.1111/1751-7915.12308.
- M. Kazda, I. Schmid: Clustered Distribution of Tree Roots and Soil Water Exploitation (= Progress in Botany). Springer, 2009, ISBN 978-3-540-68420-6, S. 223–239, doi:10.1007/978-3-540-68421-3_10.